# Dorthe Gylling Crüger
Dorthe Gylling Crüger (født 27. oktober 1964) er dansk speciallæge i klinisk genetik (Aarhus Universitet 1992), der har mange års erfaring med ledelse i sundhedsvæsenet fra såvel Danmark som England, senest som lægelig direktør 2010-2015 og administrerende sygehusdirektør på Sygehus Lillebælt 2015-2018.
Dorthe Gylling Crüger har skrevet ph.d.-afhandling om fosterundersøgelser samt forsket i arvelige kræftsygdomme i det tidligere Vejle Amt. Hun har desuden taget en mastergrad i Sundhedsledelse (MHM) på CBS i København.
Ved siden af sit virke som læge har Dorthe Gylling Crüger været formand for Kræftens Bekæmpelse 2015-2018, været medlem af forretningsudvalget i Danske Patienter og været medlem af VLAK-regeringens Ledelseskommission. Hun sidder i Nordea Fondens bestyrelse.